# Jean Joseph Amable Humbert
El General Jean Joseph Amable Humbert (22 de agosto de 1767 – 3 de enero de 1823) fue un militar francés que tomó parte en la Revolución francesa, y estuvo al frente de una fallida invasión de Irlanda en ayuda de los patriotas irlandeses de 1798. Nació en el townland de La Coâre Santo-Nabord, en las afueras de Remiremont en los Vosgos, y fue sargento en la Guardia Nacional de Lyon. Ascendió con rapidez alcanzando el rengo de General de brigada el 9 de abril de 1794 y luchó en las campañas Occidentales antes de ser destinado al Ejército del Rin.

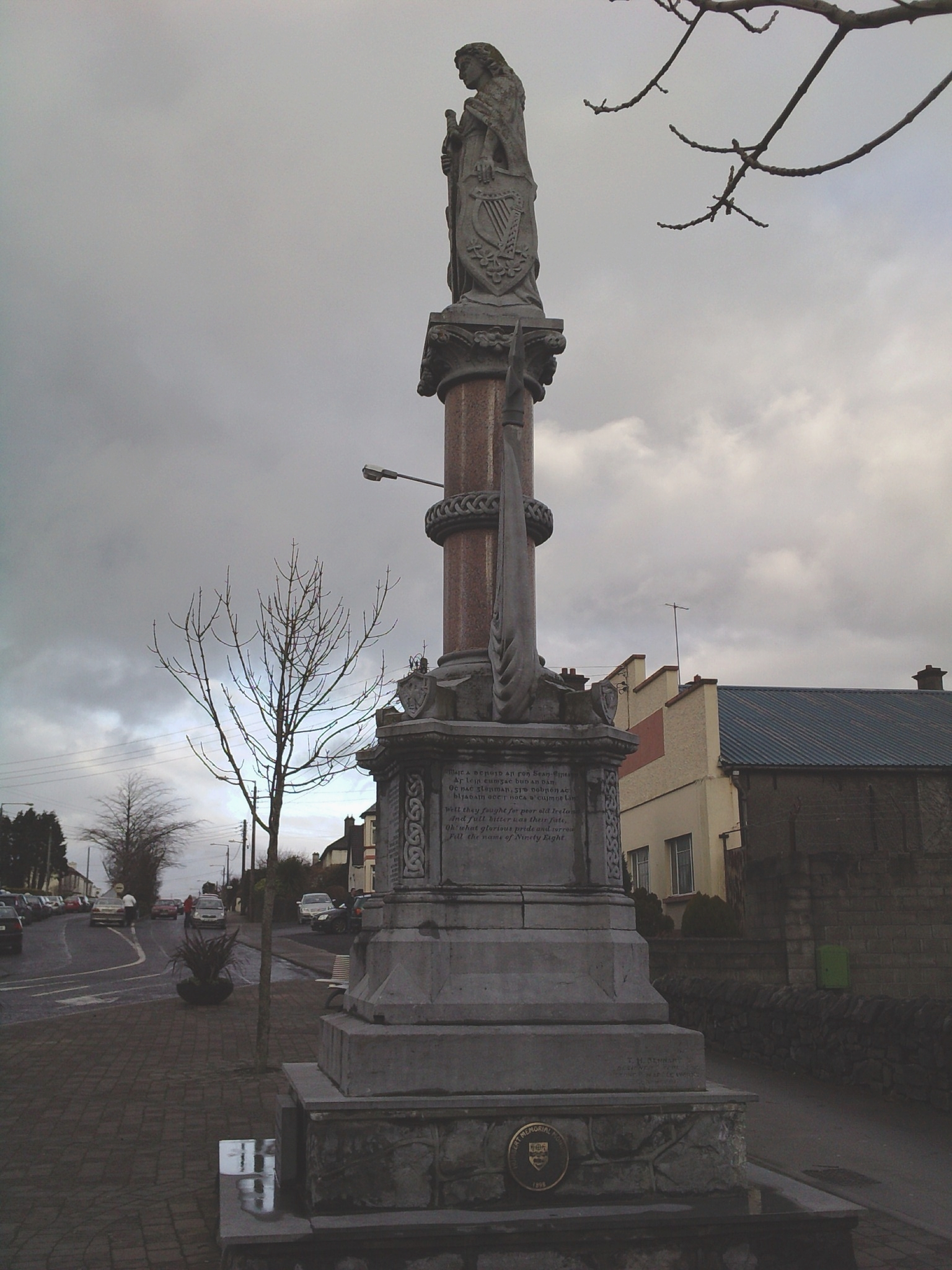
Monumento al General Humbert describiendo a la Madre Irlanda en Humbert Street, Ballina, Condado Mayo, Irlanda

## Expediciones a Irlanda
En 1794 después de servir en el Ejército de las Costas de Brest, Humbert sirvió bajo Lazare Hoche en el Ejército del Rhin-et-Moselle. Se le encomendó preparar para una expedición a Irlanda, y fue puesto al mando de la Légion des Francs bajo Hoche, en la fatídica Expédition d'Irlande que llegó a Bantry Bay en 1796, luchando contra la Royal Navy en acciones marítimas. La climatología adversa y las acciones enemigas forzaron la retirada de la expedición. El viaje de vuelta concluyó con una batalla naval, la Acción del 13 de enero de 1797, durante la que Humbert, a bordo del barco francés Droits de l'Homme (1794), se libró de la muerte por muy poco. El barco fue hundido y destruido, y cientos de hombre perecieron, pero Humbert logró salvarse.
A su regreso a Francia, Humbert sirvió en el Ejército del Sambre-et-Meuse, antes de ser nombrado para liderar otro intento de apoyar la rebelión irlandesa de 1798. Las tropas a su cargo estaban formadas por la demi-brigada 70 con unos pocos artilleros y algunos jinetes del 3.º de Húsares, aunque cualndo alcanzó las costas de Irlanda, los rebeldes ya habían sufrido varias derrotas. La expedición consiguió desembarcar en Irlanda en Killala el jueves 23 de agosto de 1798, obteniendo la victoria en la Batalla de Castlebar donde derrotó a una milicia angloirlandesa. Posteriormente, Humbert proclamó una República de Connacht, con esperanzas de tomar Dublín. Sin embargo, el pequeño ejército de Humbert fue derrotado en la Batalla de Ballinamuck por el Real Ejército irlandés y fue hecho prisionero de guerra por las autoridades. Los británicos enviaron a los oficiales franceses de vuelta a casa en dos fragatas y exterminaron a los irlandeses; Humbert parece (como escribiría Roger Casement, "para su eterna desgracia") haber intentado salvar a los irlandeses que habían luchado junto a él. Un monumento al General Humbert describiendo a la Madre Irlanda fue erigido en la Calle Humbert en Ballina, Condado de Mayo.

## Servicio posterior
Humbert fue repatriado en un intercambio de prisioneros y destinado sucesivamente a los Ejércitos de Mayence, Danubio y Helvetia, con el que sirvió en la Segunda Batalla de Zúrich. Embarcó hacia Santo Domingo y participó en varias campañas Caribeñas para Napoleón Bonaparte antes de ser acusado de saqueo por el General Brunet. Se rumoreó también que tuvo una aventura con Pauline Bonaparte, esposa de Charles Leclerc, su superior. Regresó a Francia por orden del General Leclerc en octubre de 1802, por "prevaricaciones, y mantener relaciones con líderes de los habitantes y dirigentes de brigands". Republicano comprometido, su descontento con las pretensiones Imperiales de Napoleón motivó su destitución en 1803, tras lo que se retiró a Morbihan en Bretaña.
En 1810, tras un breve servicio en el Ejército del norte, Humbert emigró a Nueva Orleans, donde hizo negocios con el pirata francés Jean Lafitte. En 1813, Humbert se unió el revolucionario Juan Bautista Mariano Picornell y Gomila en un fracasado intento de provocar la rebelión en México español. En 1814, Humbert abandonó nuevamente Nueva Orleans y se unió a las fuerzas rebeldes de Buenos Aires, comandando brevemente unas tropas, antes de regresar a casa. Finalmente, Humbert se enfrentó a los británicos en la Batalla de Nueva Orleans, como soldado voluntario en las filas estadounidenses en la Guerra de 1812, llevando su uniforme napoleónico. El General Jackson le agradeció su participación después de la victoria americana en enero de 1815, tras lo que Humbert vivió pacíficamente como maestro de escuela hasta su muerte.

## Conmemoración
En 1989, el escultor Carmel Gallagher descubrió un busto del General Humbert en Killala, Irlanda, por el bicentenario de la Rebelión de 1798.